# جوایز موسیقی ام‌تی‌وی اروپا ۲۰۱۲
جوایز موسیقی ام‌تی‌وی اروپا ۲۰۱۲ در ۱۱ نوامبر ۲۰۱۲ در فرانکفورت، آلمان برگزار شد. تیلور سوئیفت، جاستین بیبر و وان دایرکشن هرکدام با سه برد بیشترین مقدار برد در این مراسم را داشتند.